# Pedernales (République dominicaine)
Pour les articles homonymes, voir Pedernales.
Pedernales est une ville à l'extrême sud-ouest de la République dominicaine, située à l'embouchure du fleuve Pedernales qui marque la frontière entre Haïti et la République dominicaine. C'est la capitale de la province du même nom. Sa population est de 13 805 habitants (10 339 en zone urbaine et 3 466 en zone rurale).
La ville est moins ancienne que la plupart des autres villes dominicaines. C'est seulement à partir de 1945 que les gens ont commencé à s'installer nombreux à Pedernales, en recherche de travail. En 1947, Pedernales a été officiellement reconnue comme une commune.
Les principales ressources économiques de la ville sont l'agriculture et la pêche.
Plus d'un quart de la population active travaille dans le secteur public.

## Économie
Les principales activités économiques de la commune sont l'élevage de bovins, l'agriculture, l'exploitation minière et la pêche. Les principaux produits agricoles sont le café et les haricots.
Bien que l'extraction de bauxite a été la force motrice du développement de la commune, son activité a diminué de façon significative, mais continue à fonctionner de manière informelle.
Concernant le tourisme, ce sont essentiellement des visiteurs nationaux qui ont augmenté de manière significative en raison de l'environnement de la région. Les principaux sites visités par les touristes sont la Bahía de las Aguilas, le parc de la Sierra de Bahoruco et l'Hoyo de Pelempito.
Il existe un marché binational à la frontière entre Haïti et la République dominicaine, mais en raison de la différence de niveau de vie entre les deux pays, la tension est permanente entre les garde-frontières dominicains et la population haïtienne d'Anse-à-Pitres, de l'autre côté du fleuve.

## Sources
1. ↑  (fr) Violence, altercations à Anse-à-Pitre entre militaires dominicains et Haïtiens sur signalfmhaiti.com, 10 novembre 2009.